# Општина Балванешти (Мехединци)
Балванешти (рум. Bâlvăneşti) општина је у Румунији у округу Мехединци.
Oпштина се налази на надморској висини од 509 m.